# 竹井清
竹井 清（たけい きよし、1945年 - ）は、日本の国際コミュニケーター、ガーナのアチュワの部族長（酋長）である。生涯学習振興財団評議員。

## 人物
徳島県牟岐町出身。徳島県立城東高等学校、上智大学卒業。
1981年、竹井は海外青年協力隊の村落開発普及員としてガーナのアチュワ村に入った。僻地とされた地方の生活の向上が目的であった。
現地の人々は日本人の来訪に、学校、病院の建築、道路の整備など大規模な援助を期待していたが、竹井が課せられた条件は、金銭的援助は提供されず、方法は自由、資材は現地調達というものであったから、失望を与えた。
竹井がなしえたのは、隊員に支給された薬品で、救急所を設立すること、日本の古本の絵本で小型図書館を設立すること、現地の人々とともに耕作狩猟に従事することであった。
マラリアに感染し、体力、免疫力をつけなければならないと、サル、ネズミを食べた。クーデターが勃発して政情不安になっても帰日せず、住民の信頼をかち得ていった。
来村1年後に長老から、アチュワの部族長就任を言われ、半年間断り続けたが、1982年9月25日、竹井の部族長就任式が挙行された。部族長の任期は終身で、部族長である竹井は、日本に旅行中であることになっているという。

## 受賞
- 外務大臣感謝状（国際活動による）
- 文部科学大臣表彰（留学生問題による）
- 福岡県知事表彰（国際化推進事業への功績による）
- 第4回上智大学コムソフィア賞（国際活動による）
- 釜山市東莱初等学校感謝状
- 海雲台区ボランティアセンター感謝状

## 著作
- 『アクアーバ!―酋長タケー奮戦記』（東洋経済新報社、1984年）